# Visoko
Visoko er en by i det centrale Bosnien-Hercegovina, med et indbyggertal (pr. 2007) på ca. 40.000. Byen ligger i kantonen Zenica-Doboj.
43°59′N 18°10′Ø / 43.983°N 18.167°Ø